# En rig mand
En rig mand er en dansk portrætfilm fra 1979, der er instrueret af Jon Bang Carlsen efter eget manuskript.
Den særlige form for iscenesat dokumentarisme, som Jon Bang Carlsen havde dyrket i den prisbelønnede kortfilm Jenny og i den spillefilmagtige En fisker i Hanstholm (begge 1977), blev i En rig mand ført konsekvent igennem. Portrættet forekommer helt arrangeret på instruktørens betingelser og fremstår stærkt stiliseret. Mange mente, Bang Carlsen hængte Substral-kongen ud, og filmen vakte en del debat, også da den blev vist i tv. Hans Smith skal imidlertid selv have været godt tilfreds med den.

## Handling
Et portræt af millionæren og udlandsdanskeren Hans Smith, der trods en fattig barndom og en poliolidelse har skabt sig en formue som patentindehaver af plantegødningsmidlet Substral.